# Francisco Prisco de Sousa Paraíso
Francisco Prisco de Sousa Paraíso (Cachoeira, 18 de janeiro de 1840 – 8 de novembro de 1895) foi um político brasileiro.
Foi ministro da Justiça, de 24 de maio de 1883 a 6 de junho de 1884, no Gabinete Lafayette.